# Maladie thromboembolique
 Mise en garde médicale
La maladie thromboembolique veineuse (MTE ou MTEV) est causée par la formation d'un caillot, ou thrombus, dans la circulation sanguine. Ses deux formes principales sont la thrombose veineuse profonde (TVP) ou phlébite et sa complication majeure, l'embolie pulmonaire (EP). Plus de 70 % des embolies pulmonaires surviennent dans les suites d'une thrombose veineuse profonde, les caillots sanguins obstruant les veines des membres inférieurs migrant vers la circulation pulmonaire.

## Fréquence
La MTE est une maladie fréquente. On estime à environ 600 000 le nombre de cas annuels de MTE aux États-Unis, dont 30 % entraînent un décès, et 250 000 TVP. En France, l'incidence annuelle de la MTE est de l'ordre de 50 000 à 100 000 cas responsables de 5 000 à 10 000 décès.
La MTE présente un risque immédiat potentiellement vital qui est l'embolie pulmonaire. À long terme, les risques sont le développement d'une maladie post-thrombotique et, plus rarement, l'évolution vers une pathologie pulmonaire chronique.
La MTE présente une mortalité et une morbidité importante. Elle est un vrai problème au regard de la santé publique.
Ainsi :
- 30 % des patients présentent une récidive à 8 ans
- 30 % gardent des séquelles de type de maladie post-phlébitique
- 30 % se compliquent d'embolie pulmonaire (diagnostic scintigraphique).

## Maladies associées
Certaines anomalies des facteurs de la coagulation, dites thrombophilies (déficit en protéine S, résistance à la protéine C activée, syndrome des antiphospholipides...) augmentent le risque de maladie thrombo-embolique. La présence d'un cancer évolutif ou d'une masse pelvienne comprimant les axes veineux est elle aussi un facteur de risque.

## Diagnostic
Le diagnostic est particulièrement difficile. Ainsi dans une série de la Mayo Clinic, 2/3 des cas d'embolies pulmonaires vérifiées par autopsie n'avaient pas été diagnostiqués du vivant du malade et dans près de 80 % des dossiers, aucune démarche diagnostique n'avait été entreprise du vivant du malade. Ces chiffres montrent à quel point le diagnostic est le plus souvent méconnu. De plus, près de 90 % des décès par embolie pulmonaire surviennent lors d'un épisode inaugural, ce qui montre l'importance d'une prophylaxie judicieuse.

## Traitement

### Traitement curatif
La prise en charge de la maladie thrombo-embolique a fait l'objet de la publication de recommandations par l'American College of Chest Physicians, datant de 2012.

#### Traitement anticoagulant
Le traitement anticoagulant en est la clé.
Il doit être institué dès la suspicion du diagnostic.
Il a pour but :
- d'empêcher la progression et la migration du caillot
- de permettre à la fibrinolyse (processus de dissolution du caillot) naturelle d’agir.

Pour des raisons de rapidité d'action, il doit être débuté de manière parentérale (en sous-cutanée ou en perfusion intraveineuse) : héparine non fractionnée, héparine calcique ou héparine de bas poids moléculaire, ce dernier semblant avoir une efficacité et une sécurité un peu plus importante.
Il doit être relayé par un traitement sous forme de comprimés (antivitamine K ou rivaroxaban).
Dans le cas des embolies pulmonaires graves, une fibronolyse intra-veineuse peut être réalisée.

#### Autres traitements
En cas de contre-indication ou d'inefficacité démontrée des anticoagulants, la pose d'un dispositif de filtrage des caillots dans la veine cave peut être discutée.

### Le traitement préventif
En cas d’alitement, et particulièrement après certaines chirurgies (petit bassin notamment), une anticoagulation par HBPM à petites doses en une injection journalière est faite de manière systématique (dans ce cas, une surveillance du nombre des plaquettes doit être mise en place afin d'éloigner le risque de thrombopénie héparino-induite).
Par ailleurs, des bas de contention doivent être systématiquement appliqués chez les patients alités afin de permettre un bon retour veineux et d'éviter la stase.
La meilleure prévention consiste en un lever précoce, avec une hydratation correcte (boisson).